# Chutes de Kegon
Les chutes de Kegon (華厳滝, Kegon no Taki) sont des chutes d'eau situées au Japon dans le parc national de Nikkō, préfecture de Tochigi, plus précisément sur le territoire de la ville de Nikkō.

## Topographie
D'une hauteur de 97 m, les chutes de Kegon sont formées au lac Chūzenji qui est la source de la rivière Daiya. En tout une douzaine de petites chutes sont visibles sur le site.
Les chutes de Kegon figurent parmi les 3 plus hautes chutes d'eau du Japon.
En 1927, la cascade de Kegon a été reconnu comme l'un des « Huit Vues » qui ont le mieux illustré le Japon et sa culture dans la période Shōwa.

## Histoire
Il y a environ 23 000 ans, le volcan Nantai émerge du sol de l'arc volcanique Nord-Est de l'île de Honshū par accumulation de coulées pyroclastiques successives,. Les rivières Yu et Daiya ne forment qu'un seul cours d'eau qui s'oriente vers le nord-est aux environs de l'actuel emplacement des chutes de Kegon. Cette première phase d'activité volcanique du mont Nantai se termine il y a 17 000 ans avec des éruptions particulièrement explosives dont les éjectas façonnent le relief environnant,,. Au cours de cette brève période de formation et d'activité, les épanchements magmatiques du mont Nantai interrompent le cours de la rivière qui serpente au pied de sa face sud. L'eau qui s'accumule le long de ce barrage naturel forme les plateaux marécageux : Senjōgahara et Odashirogahara, et le lac Chūzenji qui, par débordement, à l'est, de la dépression basaltique qui le contient, donne naissance aux chutes de Kegon puis à la rivière Daiya,.
Les chutes de Kegon ont été découvertes en 782 par Shōdō Shōnin, un moine bouddhiste, lors de la première ascension du mont Nantai.

## Lieu de suicides

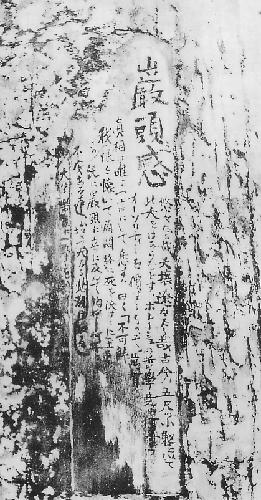
Poème d'adieu de Fujimura Misao.

La cascade de Kegon a une mauvaise réputation car elle est un lieu de suicides, surtout chez les jeunes japonais.
Avant de se suicider en sautant de la cascade, Misao Fujimura (1886 - 22 mai 1903), un étudiant en philosophie et poète japonais, y a laissé un poème d'adieu gravé dans le tronc d'un arbre. L'histoire a été abondamment rapportée dans les journaux de l'époque puis reprise par l'écrivain Soseki Natsume. Cette cascade est ainsi devenue un endroit populaire pour les jeunes amoureux et les désespérés.